# Acrapex
Acrapex is een geslacht van vlinders uit de familie van de Noctuidae. De wetenschappelijke naam van dit geslacht is voor het eerst voorgesteld door George Francis Hampson in een publicatie uit 1894.

## Soorten
- Acrapex abbayei Laporte, 1984
- Acrapex abyssinica Le Ru, 2019
- Acrapex acuminata (Hampson, 1914)
- Acrapex aenigma (C.Felder, R. Felder & Rogenhofer, 1875)
- Acrapex akunamatata Le Ru, 2017
- Acrapex albertorum De Prins, 2021
- Acrapex albicostata (Lower, 1905)
- Acrapex albivena Hampson, 1910
- Acrapex alemura Le Ru, 2020
- Acrapex apexangula Laporte, 1984
- Acrapex apicestriata (Bethune-Baker, 1911)
- Acrapex atriceps Hampson, 1910
- Acrapex ausseili Laporte, 1984
- Acrapex azumai Sugi, 1970
- Acrapex barnsi Le Ru, 2020
- Acrapex biroseata Berio, 1976
- Acrapex breviptera Janse, 1939
- Acrapex brunnea Hampson, 1910
- Acrapex brunneella Le Ru, 2014
- Acrapex brunneolimbata Berio, 1975
- Acrapex capelongo Le Ru, 2020
- Acrapex carnea Hampson, 1905
- Acrapex concolorana Berio, 1973
- Acrapex congoensis Le Ru, 2020
- Acrapex cuprescens (Hampson, 1914)
- Acrapex curvata Hampson, 1902
- Acrapex dabaga Le Ru, 2019
- Acrapex dallolmoi Berio, 1973
- Acrapex elgona Le Ru, 2020
- Acrapex elisabethiana Le Ru, 2020
- Acrapex eucantha Le Ru, 2020
- Acrapex exanimis (Meyrick, 1899)
- Acrapex exsanguis Lower, 1902
- Acrapex ferenigra Berio, 1973
- Acrapex festiva Janse, 1939
- Acrapex fletcheri Laporte, 1984
- Acrapex franeyae Laporte, 1984
- Acrapex fuscifasciata Janse, 1939
- Acrapex genrei Laporte, 1984
- Acrapex gibbosa Berio, 1973
- Acrapex girardi Laporte, 1984
- Acrapex gracilis Le Ru, 2017
- Acrapex grandis Le Ru, 2020
- Acrapex guiffrayorum Laporte, 1984
- Acrapex hamulifera (Hampson, 1893)
- Acrapex holoscota (Hampson, 1914)
- Acrapex ignota Berio, 1973
- Acrapex igominyi Le Ru, 2020
- Acrapex incrassata Le Ru, 2017
- Acrapex inexpectata Le Ru, 2020
- Acrapex iringa Le Ru, 2017
- Acrapex jansei Le Ru, 2019
- Acrapex kafula Le Ru, 2017
- Acrapex kavumba Le Ru, 2017
- Acrapex ketoma Le Ru, 2020
- Acrapex kiakouama Le Ru, 2017
- Acrapex kifanya Le Ru, 2019
- Acrapex klapperichi Kononenko, 1999
- Acrapex lepta Krüger, 2005
- Acrapex leptepilepta Krüger, 2005
- Acrapex lilomwi Le Ru, 2020
- Acrapex lukumbura Le Ru, 2017
- Acrapex lusinga Le Ru, 2019
- Acrapex mafinga Le Ru, 2020
- Acrapex makete Le Ru, 2020
- Acrapex malagasy Viette, 1967
- Acrapex marungu Le Ru, 2020
- Acrapex matilei Laporte, 1984
- Acrapex mazoe Le Ru, 2020
- Acrapex mediopuncta (Bowden, 1956)
- Acrapex melianoides Warren, 1911
- Acrapex metaphaea Hampson, 1910
- Acrapex minima Janse, 1939
- Acrapex miscantha Le Ru, 2017
- Acrapex mischus Fletcher D. S., 1959
- Acrapex mitawa Le Ru, 2014
- Acrapex mlanje Le Ru, 2020
- Acrapex mondogeneta Le Ru, 2017
- Acrapex mpika Le Ru, 2014
- Acrapex mubale Le Ru, 2017
- Acrapex muchinga Le Ru, 2020
- Acrapex mystica Janse, 1939
- Acrapex ngorongoro Le Ru, 2020
- Acrapex ngwenya Le Ru, 2019
- Acrapex njombea Le Ru, 2018
- Acrapex obscura Le Ru, 2020
- Acrapex obsoleta Berio, 1973
- Acrapex ottusa Berio, 1973
- Acrapex owadai Kononenko, 1999
- Acrapex pacifica Holloway, 1979
- Acrapex parvaclara Berio, 1973
- Acrapex peracuta Berio, 1956
- Acrapex permystica Berio, 1975
- Acrapex pertusa Berio, 1973
- Acrapex prisca (Walker, 1866)
- Acrapex prospera Hacker & Fibiger, 2001
- Acrapex punctosa Berio, 1973
- Acrapex relicta Ferguson, 1991
- Acrapex rhabdoneura Hampson, 1910
- Acrapex robe Le Ru, 2017
- Acrapex roseola Hampson, 1918
- Acrapex roseonigra Berio, 1976
- Acrapex roseotincta Hampson, 1910
- Acrapex rubona Le Ru, 2017
- Acrapex ruiru Le Ru, 2020
- Acrapex rungwe Le Ru, 2017
- Acrapex salmona Le Ru, 2014
- Acrapex satanas Laporte, 1984
- Acrapex seydeli Berio, 1973
- Acrapex simbaensis Le Cerf, 1922
- Acrapex similimystica Berio, 1976
- Acrapex similis Kononenko, 1999
- Acrapex simillima Le Ru, 2017
- Acrapex sogai Viette, 1967
- Acrapex soyema Le Ru, 2017
- Acrapex spoliata (Walker, 1863)
- Acrapex sporobola Le Ru, 2014
- Acrapex stictisema Hampson, 1914
- Acrapex stygiata (Hampson, 1910)
- Acrapex subalbissima Berio, 1973
- Acrapex syscia Fletcher D. S., 1961
- Acrapex sysciodes Berio, 1973
- Acrapex taurica (Staudinger, 1900)
- Acrapex tristrigata Warren, 1914
- Acrapex ulmii Laporte, 1991
- Acrapex uncina Berio, 1973
- Acrapex uncinoides Berio, 1973
- Acrapex undulata Berio, 1956
- Acrapex unicolora (Hampson, 1910)
- Acrapex vetiveria Le Ru, 2019
- Acrapex wittei Le Ru, 2020
- Acrapex yakoba Le Ru, 2014
- Acrapex zaouditou Laporte, 1991
- Acrapex zima Le Ru, 2019
- Acrapex zoutoi Le Ru, 2017

### Status onduidelijk
- Acrapex sinensis Galsworthy, 1997